# Sint-Bonifaciuskerk (Kwadendamme)
De Sint-Bonifaciuskerk is een neogotische kruiskerk uit 1902 aan de Johan Frisostraat nummer 5 in Kwadendamme.
De kerk werd ontworpen door architect P.J. van Genk uit het Brabantse Leur, indertijd de hofarchitect van het Bisdom Breda, en werd in 1902 gebouwd door aannemers L. Peeters uit Kwadendamme en C. Engelbert uit het nabijgelegen 's-Heerenhoek, en onder bescherming gesteld van de heilige Bonifatius.

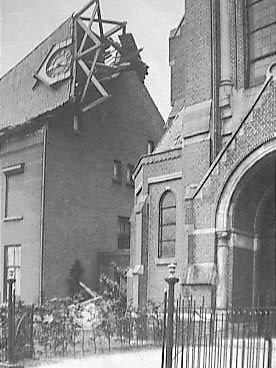
Torenspits gevallen op de pastorie

Het gebouw biedt plaats aan ongeveer 500 parochianen. De kerk is gebouwd in een neogotische stijl die kenmerkend is voor Van Genk, en is voorzien van gebrandschilderde ramen in eveneens neogotische stijl. Een belangrijk deel van de kerkelijke meubels werd geleverd door atelier J.W. Ramakers en Zonen, beeldhouwers te Geleen. Het eikenhouten H. Jozefaltaar werd geleverd in 1906, H. Maria-altaar in 1905, de eikenhouten communiebanken met marmeren blad eveneens in 1905, de eikenhouten preekstoel met een totale hoogte van 7,15 meter werd geleverd in 1906. De Piëta, het H. Antoniusbeeld en het Heilig-Hart-van-Jezusbeeld met baldakijn werden geleverd door atelier J.W. Ramakers en Zonen in 1902.  Het orgel is gebouwd door Bernard Pels te Alkmaar in 1909.
Op 4 december 1919 werd de kerktoren ernstig beschadigd door een windhoos, welke de spits van de toren vernielde. Deze stortte vervolgens neer op de naastgelegen pastorie. Sinds 1974 staat de kerk op de monumentenlijst.